# Helena Houdová
Helena Houdová (* 27. prosince 1979 Plzeň) je česká koučka a bývalá modelka, držitelka titulu Miss České republiky za rok 1999.

## Biografie
Vystudovala sociální a kulturní antropologii na Západočeské univerzitě v Plzni. V roce 1999 zvítězila v soutěži Miss České republiky. Novináře kromě jejích fyzických vlastností zaujalo, že je nová miss vegetariánka, má ekologické cítění a zasazuje se o práva zvířat.
Jako modelka pracovala pro renomované značky, jako jsou Chanel nebo Dior. Objevila se rovněž na titulních stránkách časopisů Cosmopolitan, Elle či Harper's Bazaar.
V roce 2000 založila nadační fond Slunečnice, který měl za cíl podporu vzdělávacích programů pro handicapované a sociálně znevýhodněné děti. V roce 2004 se přestěhovala do New Yorku, kde založila humanitární organizaci Sunflower Children. V roce 2010 z finančních důvodů činnost Slunečnice v České republice ukončila. Po čase zanechala z důvodů vyhoření i aktivit Sunflower Children.
V letech 2008–2013 byla provdaná za amerického podnikatele Omara Amanata, se kterým má 3 děti.
Žije na indonéském ostrově Bali.

## Koučka pro posvátnou sexualitu
Od roku 2019 Houdová tvrdí, že je koučkou pro posvátnou sexualitu, lásku a vztahy. Tehdy uvedla, že v sobě objevila „posvátnou sexuální kněžku“ z dávných i nedávných dob, jejíž sexuální tisícileté vědomosti a znalosti jsou zakódované v její DNA. Považuje se za vizionářku a začala prodávat nákladné esoterické online kurzy zaměřené na sexualitu, oslavu ženství a spiritualitu.
Před některými jejími přístupy však varovali odborníci. Houdová např. tvrdí, že má v těle nádor a že se jí ho podařilo zmenšit pomocí dlouhého pláče, když ze sebe vyplakala „generace smutku všech žen“. Dne 22. 2. 2022 před pyramidami v Gíze plánovala otevřít „světelný portál do jiných dimenzí“.
V květnu 2022 se Helena Houdová objevila v jednom z dílů Mikýřova úžasná pouť internetem. Ve videu Martin Mikyska poodhaluje pozadí jejího byznysu a také poukazuje na nebezpečí, které přináší.